# Klaas ten Holt
Klaas ten Holt (Amsterdam, 3 juni 1960) is een Nederlands componist, schrijver en gitarist.

## Biografie
Na afgebroken studies theologie en Engelse taal en letterkunde speelde Ten Holt vanaf 1986 als gitarist en componist met saxofoniste Vera Vingerhoeds en trompettist/acteur Hans Dagelet in de band Vijf slag een wijd waarmee hij twee albums opnam en produceerde.
In 1989 richtte hij het gitarenseptet Seven Slowhands op, waarvoor hij de muziek componeerde, een album opnam en speelde in de voormalige Sovjet-Unie, Mongolië (als eerste Nederlands ensemble ooit), China en Indonesië.
In 1990 componeerde hij op verzoek van August Dirks, eigenaar van The ship of fools de scheepsopera Where the cross is made naar het gelijknamige toneelstuk van Eugene O'Neill onder regie van Carel Alphenaar en Chaim Levano. De opera werd in Nederland en Duitsland uitgevoerd op de logger Azart. 
Vanaf 1991 studeerde Ten Holt compositie aan het Amsterdamse Sweelinck-conservatorium bij Daan Manneke en aan het Koninklijk Conservatorium (Den Haag) bij Theo Loevendie waar hij in 1996 zijn studie voltooide.
Zijn muziek werd uitgevoerd door het Nederlands Balletorkest, Het Radio Kamer Orkest, Het Radio Symfonie Orkest, Het Metropole Orkest, Het Mondriaan Kwartet, Het Doelen ensemble, Het Nieuw Ensemble, Calefax en door solisten als sopraan Claron McFadden, bariton Mattijs van de Woerd, violisten Daniel Hope en Joan Berkhemer en celliste Larissa Groeneveld.
Ten Holt componeerde naast commercials en tv-leaders de muziek voor de NCRV-dramaseries Zwarte Sneeuw (aanmoedigingsprijs van de Europäische Filmmusik Biennale in Bonn, in juni 1997), Zebra en IJs, de VPRO-kinderserie Max Laadvermogen en de bioscoopfilm De Passievrucht.
Als gitarist speelde hij met Tom Holkenborg (Junkie XL), Hans Dulfer, The B-Movie Orchestra, The Dutch, The Tapes, Martin van Duynhoven en Guus Janssen en met zijn vrouw Bibian Harmsen in de indie-band Emma Peel met wie hij vier albums opnam en produceerde.
Sinds 2007 is Ten Holt als docent compositie verbonden aan het Prins Claus Conservatorium in Groningen en sinds 2022 als docent schrijftraining aan de Schrijversvakschool.
Ten Holt publiceerde in 2014 bij uitgeverij Podium De complete weduwnaar, een bundeling van zijn columns in Het Parool en in 2018 zijn romandebuut Hotel Alfabet. In 2021 verscheen zijn roman De goede dood eveneens bij  uitgeverij Podium. Hij publiceerde daarnaast in De Volkskrant, Trouw, De Groene Amsterdammer, JAN Magazine, Margriet, Het liegend konijn, Poëziekrant en De Gids.
Ten Holt liep de marathon van Amsterdam in 2016, 2017 en 2019.

## Persoonlijk
Klaas ten Holt is een achterneef van de Bergense componist Simeon ten Holt en een kleinzoon van de Hongaarse violist Nicholas Roth. Hij was getrouwd met Bibian Harmsen (1971 - 2012) met wie hij drie kinderen kreeg. Sinds 2014 heeft hij een relatie met dichteres Sasja Janssen.

## Werken
- Where the cross is made, scheepsopera gebaseerd op de gelijknamige eenakter van Eugene O'Neill, 1990, libretto: Carel Alphenaar, voor koor en solisten, klarinet, trompet, trombone, 3 slagwerkers, elektrische gitaar, viool 1, viool 2, altviool, cello, contrabas
- Concert voor 3 klokken, altviool en orkest, 1992, 2122 2120 5perc hp el.g pf str (6.6.4.4.2.) vla-solo
- Mambo, voor piccolo en sopranino-saxofoon, 1993
- Fuga a 3 voci per tromba solo, 1995
- Air for organ, 1996
- Tamerlan suite, 1997, voor groot orkest, 2243 4441 cel 8perc cymb 2hp str (min. 12.10.8.6.4.)
- Anna Karenina - een monoloog vol verwijten, voor sopraan en orkest, 1999, libretto: Carel Alphenaar, sopr 2222 2200 perc hp str
- Pikkuhenki, 2000, voor verteller en ensemble, libretto: Toon Tellegen, stem cl fg trp trb perc vl cb
- Sonate for violin solo, 2002
- Bovary chante, concert voor sopraan, cimbalom & strijkkwartet, 2003, libretto: Carel Alphenaar
- Americana, quasi un concerto grosso, 2004, voor hobo, klarinet, altsax, fagot, basklarinet en gitaar
- White music, 2005, voor dubbel windkwintet, 2 fluiten, 2 hobo's, 2 klarinetten, 2 fagotten en 2 hoorns.
- Tango, 2006, voor accordeon and steelstring-gitaar
- Concert voor viool en orkest, 2003, voor vioolsolo en orkest, 2003,2232 2220 perc hp str vl-solo
- Ballade van de gasfitter, 2007, voor bariton en piano, tekst: Gerrit Achterberg
- Piano Trio, 2008, vl vc pf
- Makbeth, voor verteller en ensemble, 2009, libretto: Erik Bindervoet and Robbert-Jan Henkes, stem fl/picc fg trp cemb perc vn
- Concerto for guitar and string quartet, 2010, gtr 2vln vla vc
- ‘Quote… unquote’ voor mezzosopraan, 2011, fluit, klarinet, altviool, cello, 2 slagwerkers (ook Tabla en Kraakdoos) en gitaar/harp
- Tamerlan (Opera) voor groot orkest en 12 solisten, libretto: Carel Alphenaar, 1996 - 2012, solisten 2fl(picc/fl-a) 2ob(eh) 2cl(cl-b) 2cl-b 2fg(cfg) 4h 3tpt 3trb tb 7perc str
- Kleine Cello Sonate, 2012, uit het Album voor cello en piano
- Work Out, voor cello solo, 2019
- Electric Work Out, voor zeven elektrische gitaren, 2024

## Filmmuziek
- Zwarte Sneeuw (1996) NCRV-dramaserie, Regie: Maarten Treurniet
- Zonder Zelda (1997) Televisiefilm van Maarten Treurniet
- Het glinsterend pantser (1998) Televisiefilm van Maarten Treurniet naar de roman van Simon Vestdijk
- Zebra (1998) NCRV-drama-serie, regie: Jelle van Doornik en Erik van 't Wout
- Lot (2001) Korte film van Tamar van den Dop
- AT5 journaalleaders en stationcalls (2001)
- De Passievrucht (2003) Speelfilm van Maarten Treurniet
- Birth of the Western (2004) Korte film van Maarten Treurniet
- Schat (2004) Korte film van Tamar van den Dop

## Discografie
- 1986 - 5 Slag 1 Wijd, 5 hit 1 miss (Pick - Up Records LPU 0032)
- 1987 - Vijf Slag Een Wijd, Zet 'em op (Nova Zembla Records NZR 20308B)
- 1988 - Klaas ten Holt's Seven Slowhands (Flat 5 005)
- 1996 - Zwarte Sneeuw (soundtrack, Double T Music - DTM 631100-2)
- 1998 - Zebra (soundtrack bij de NCRV-dramaserie) (Double T Music - DTM 82111-2)
- 2001 - Emma Peel, Emma Peel (Triple S Records - TSR 002)
- 2002 - Pikkuhenki, voor verteller en ensemble (Triple S Records - TSR 004)
- 2003 - De Passievrucht (originele soundtrack van de film) (Triple S Records - TSR 006)
- 2005 - Emma Peel, Microgynon girl (Triple S Records - TSR 007)
- 2007 - Bovary Chante/Sonate (ET'CETERA - KTC 1357)
- 2010 - Makbeth (Parlando 2010, ISBN 978-94-90473-01-3 NUR 076)
- 2010 - Ballade van de Gasfitter (Triple S Records - TSR 008)
- 2012 - Emma Peel, Consolation (exclusieve uitgave bij het boek Paniekspinnen van Bibian Harmsen, uitgeverij Podium, ISBN 9789057595509)
- 2018 - Emma Peel, Ponderosa (Concerto Records - CRCD 3124)
- 2020 - Klaas ten Holt, As I Lay (Concerto Records - CRCD 8466)